# Phuket (stad)
Phuket (Thais: ภูเก็ต , volledige naam เทศบาลนครภูเก็ต , Theṣ̄bāl nkhr p̣hūkĕt) is de hoofdstad van zowel het district Phuket als van de provincie Phuket in Thailand. De stad ligt ook aan de zuidkant van het eiland Phuket. Phuket telde in 2000 bij de volkstelling 66.685 inwoners.
Phuket is een stad met een karakteristiek stadsbeeld. Enerzijds zijn er duidelijke overblijfselen van een Portugees-koloniale architectuur te zien. Anderzijds is de bevolking van Phuket traditioneel altijd voor een groot deel Chinees geweest. Ook dat is bij een wandeling door de stad duidelijk te zien. Er zijn diverse Chinese heiligdommen te zien en jaarlijks wordt er in de maand oktober het "vegetarische festival" gehouden, een van oorsprong Chinees religieus feest.
De stad is de laatste jaren, wat de belangstelling van toeristen betreft, op de achtergrond geraakt, veel toeristen gaan liever op vakantie aan de westkust van het eiland Phuket, waar diverse zandstranden zijn.

## Bezienswaardigheden
- Wat Put Yaw – Een 200 jaar oude tempel (wat) in de stad Phuket

Vanaf de Rang heuvel (Khao Rang) heeft men een mooi uitzicht over de stad en een deel van het eiland Phuket.

## Verkeer en vervoer
- Internationale Luchthaven Phuket ligt circa 32 km van de stad Phuket.

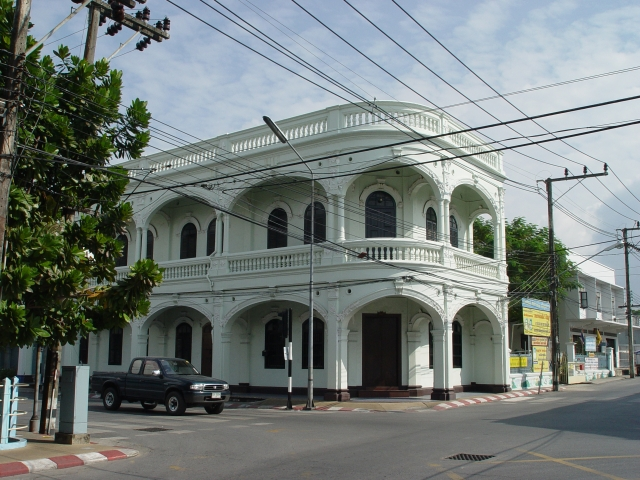
Een voorbeeld van Portugees koloniale architectuur in Phuket
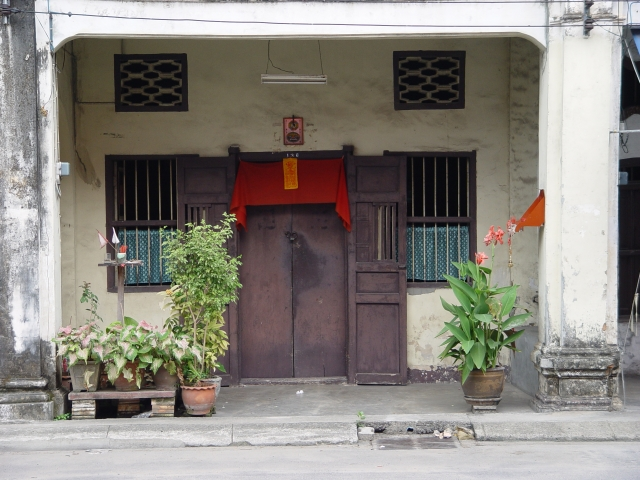
Een typisch huis in Chinese stijl in Phuket